# Hôtel Dodun
L'hôtel Dodun est un hôtel particulier situé aux 21, rue de Richelieu et 10, rue Molière, dans le 1er arrondissement de Paris.

## Description
L'hôtel est composé de trois corps de bâtiment : l'un sur la rue de Richelieu, l'autre sur la rue Molière, le troisième est une aile sur cour reliant les deux premiers. Il s'inscrit ainsi sur une parcelle donnant sur deux voies publiques. 
Le bâtiment principal, sur la rue de Richelieu, est remarquable pour son grand escalier, qui se développe sur deux étages, avec une rampe en fer forgé, qu'Eugène Atget fit la démarche de documenter dès le début du XXe siècle.
Sont inscrits, au titre des Monuments historiques, les éléments suivants : 
- Dans le bâtiment de la rue de Richelieu : la porte en menuiserie sur rue ; les façades sur cour et l'escalier de style Régence (y compris le plafond et les détails de sculpture et de mouluration) (par arrêté du 12 février 1925).
- Dans les bâtiments de la rue Molière et sur cour : la façade sur cour et le passage vers la rue de Richelieu ; la façade sur la rue Molière ; les couvertures sur la rue de Richelieu, la rue Molière et sur la cour (inscription par arrêté du 26 décembre 1946).

Les plus beaux lambris originels de l’hôtel ont été vendus à la fin du XIXe siècle et remontés à l’hôtel de Breteuil, siège de l'ambassade d’Irlande avenue Foch, et à Waddesdon Manor, en Angleterre.
La mansarde du côté de la rue de Richelieu a conservé la poulie qui servait à monter du matériel dans les étages depuis la rue.

## Historique
Un édifice a été construit là au XVIIe siècle, que Pierre Dodun, receveur général des finances de La Rochelle, puis de Bordeaux fit démolir pour élever en 1727 l'hôtel actuel, qui porte toujours son nom. Il en confia le projet à l'architecte Jean-Baptiste Bullet de Chamblain. Il est mort chez lui, dans l'hôtel, en 1750.
À partir de 1815, et ce durant dix ans, l'orfèvre et bronzier parisien Louis-Isidore Choiselat fit de l'hôtel sa résidence personnelle.
En 1852, l'hôtel accueillit temporairement le café de la Régence, institution de la place du Palais-Royal.
À la fin des années 1950, la maison d'édition communiste « Les Éditeurs réunis » s'établit dans l'hôtel.
En 1948, l'État français se porte acquéreur de l'hôtel et de la parcelle voisine (19 rue de Richelieu et 8 rue Molière) pour y installer un bureau de Poste. Les étages restent alors à usage d'habitation. Dans le cadre d'une vaste politique d'acquisition d'immeubles anciens pour créer des logements sociaux, la mairie de Paris a acheté les bâtiments en 2006 et y a aménagé 25 logements à loyer modéré.

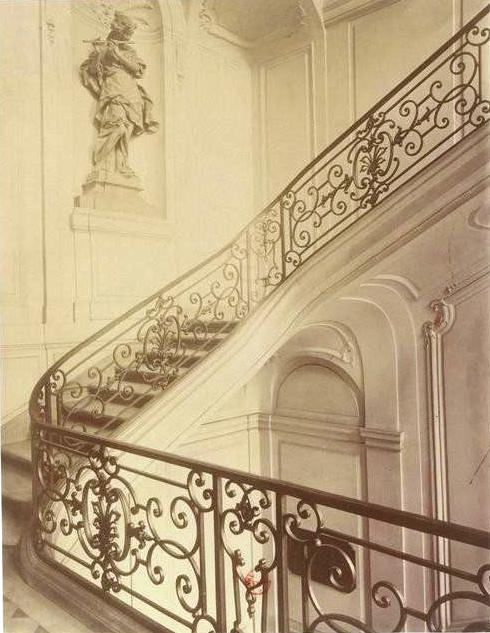
Escalier de l'hôtel.
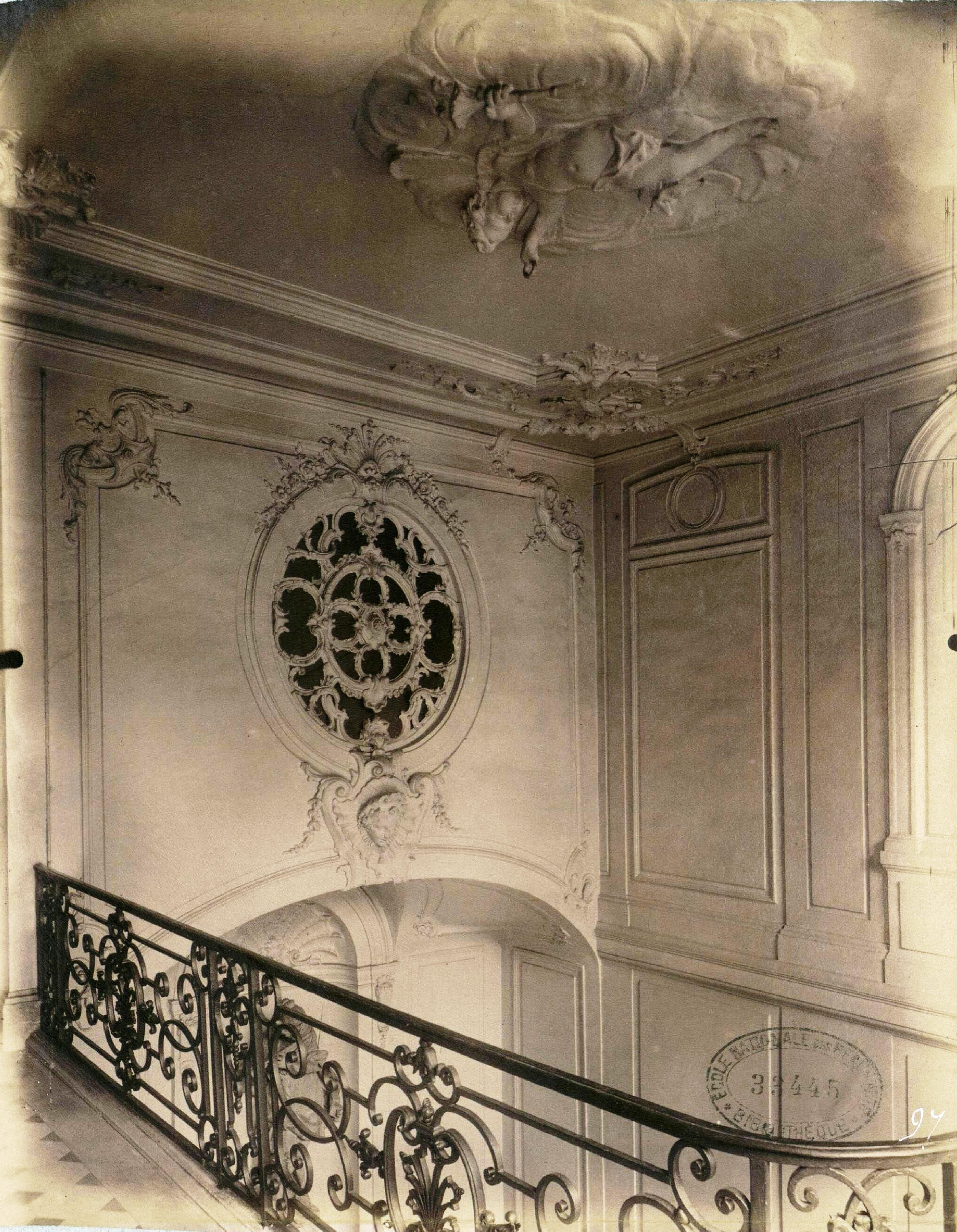
Plafond de l'escalier de l'hôtel.